# Vox Media
Vox Media Inc — американська компанія, що займається цифровими медіа і володіє вісьмома редакційними брендами: SB Nation, The Verge, Polygon, Curbed, Eater, Racked, Vox і Recode. Всі сайти Vox Media побудовані на Chorus, власній пропрієтарній платформі цифрової публікації.
Штаб-квартири Vox Media, Inc. знаходяться у Вашингтоні та Нью-Йорку, компанія має офіси у Лос-Анджелесі, Чикаго, Остині і Сан-Франциско. Станом на 2010 рік об'єднує 300 сайтів з 400 оплачуваними авторами.